# Sille Çayı
Pour les articles homonymes, voir Sille.

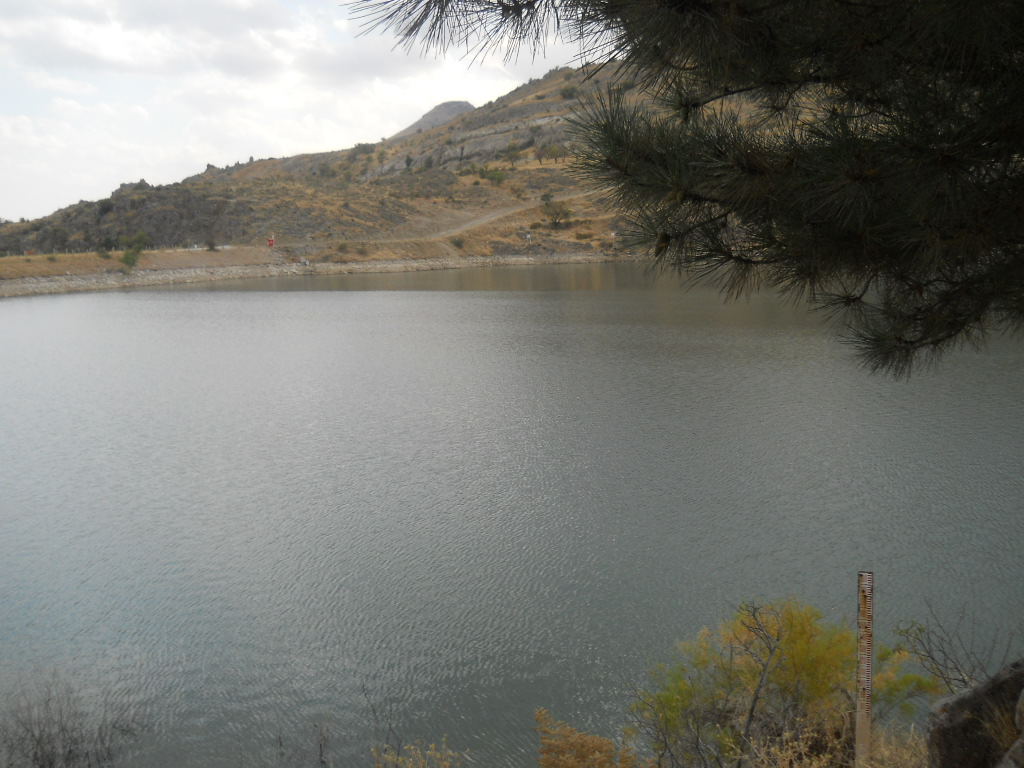
Barrage de Sille

La Sille est une rivière turque coupée par le barrage de Sille. Le barrage est à quelques kilomètres de la ville de Konya que la rivière rejoint avant d'être canalisée et de se perdre dans la plaine au sud de la ville vers 1 000 m d'altitude. 